# نيمانيا ميلوفانوفيتش
نيمانيا ميلوفانوفيتش (بالصربية: Немања Миловановић)‏ هو لاعب كرة قدم صربي في مركز الوسط، ولد في 12 يونيو 1991 في كروشيفاتس في صربيا. لعب مع غزيرا يونايتد وملادوست لوتشاني ونابريداك كروشيفاتس ونادي باتشكا بالانكا.